# Karel Poborský
Karel Poborsky (Jindrichuv Hradec, ex-Checoslováquia, 30 de março de 1972) é um ex-futebolista tcheco, que atuava como meio-campista.
É o jogador que mais actuou pela Seleção Checa de Futebol. Foi o jogador que quebrou o recorde e jogou mais de 100 vezes pela seleção checa, onde chegou em uma final de Eurocopa. Poborský era um jogador de muita técnica e velocidade além de um chuto forte de longa distância. Jogou o mundial de 2006 aposentando-se da selecção logo após a competição. Terminou a sua carreira profissional em Dynamo České Budějovice, equipa da Primeira divisão checa, no 28 de maio de 2007. Actualmente é presidente do clube que o revelou.

## Carreira

### Benfica e Man.United - ídolo nos grandes de Praga
Nestes dois clubes Karel viveu sem dúvida o melhor da sua carreira actuando por quatro temporadas no Benfica, e por duas no Manchester, onde foi campeão inglês. Karel é ídolo nos dois grandes de Praga, tanto no Sparta Praga como no Slavia Praga sendo campeão nacional em ambos. Foi no entanto pelo Sparta Praga que Karel teve mais sucesso, dois títulos do campeonato checo e duas Copas da Rep.Checa.

## Seleção
Pela seleção Karel disputou o Euro 1996, onde foi vice-campeão e onde foi escolhido para a equipa da competição,Euro 2000 e o Euro 2004 além do campeonato do mundo de 2006 junto com Pavel Nedved, principal jogador checo dos últimos tempos.

## Aposentadoria
Poborsky aposentou-se na temporada 2006/2007 pelo SK Dynamo České Budějovice, equipa que o revelou e da qual é actualmente o presidente, tendo marcado nas duas passagens 25 golos em 108 jogos.

## Marcas e títulos individuais
Melhor médio direito do Euro 1996

## Títulos
Manchester United
- Campeonato Inglês 1996/1997
- Super Taça da Inglaterra 1996,1997

Lazio
- Super Taça da Itália 2000

Slávia Praga
- Campeonato Checo 1995/1996

Sparta Praga
- Campeonato Checo 2002/2003,2004/2005
- Taça da Rep. Checa 2003/2004,2005/2006

### Recordes
Maior número de jogos pela Seleção checa de futebol -18